# Chrysozephyrus sikongensis
Chrysozephyrus sikongensis är en fjärilsart som beskrevs av Siuiti Murayama 1957. Chrysozephyrus sikongensis ingår i släktet Chrysozephyrus och familjen juvelvingar. Inga underarter finns listade i Catalogue of Life.